# Manuel Pérez Martínez
Manuel Pérez Martínez (Melilla, 1944), conhecido como Camarada Arenas, é o Secretário Geral do Partido Comunista de Espanha (reconstituido) (PCE-r) desde 1975. 
Ele vive atualmente na prisão de Castelló, condenado pela sua atividade política. É o único secretário general de um partido comunista preso na Europa a partir do búlgaro Georgi Dimitrov, que foi secretário geral da Internacional Comunista.